# De Boelelaan
De De Boelelaan in Amsterdam-Buitenveldert kreeg zijn naam op 15 januari 1958 en werd vernoemd naar Gerrit de Boele, baljuw van Amstelland en Waterland (1354/55).

## Ligging en geschiedenis
De straat loopt vanaf de Europaboulevard tot aan de Amstelveenseweg. De straat kruist de Beethovenstraat/Van Leijenberghlaan, Parnassusweg/Buitenveldertselaan (ten zuiden van die kruising bevond zich de voormalige tramhalte De Boelelaan / VU) en de Gustav Mahlerlaan/Van der Boechorststraat. De weg begon eigenlijk als een veredelde zandweg, maar won aan importantie door de komst van het VU medisch centrum in 1957/1958 aan de zuidkant van de laan. Aan de zuidzijde verrees tuinstad Buitenveldert, gebouwd in de jaren zestig. Ten noorden van de laan lagen toen nog vooral sportvelden. Door de verregaande ontwikkeling van de Zuidas werd er in het begin van de 21e eeuw flink bijgebouwd en werden er keer op keer delen van de sportvelden volgebouwd. In het kader van het project Zuidas werd vanuit de Boelelaan in de jaren 2012/2013 in de vorm van de Lex van Deldenbrug een verbinding gelegd vanuit De Boelelaan als deel van het "oude" Buitenveldert naar het George Gershwinplein als deel van het grote project.

## Gebouwen
De straat heeft begin 21e eeuw nog geen enkel gemeentelijk dan wel rijksmonument. De bebouwing is daarvoor nog te jong. Opvallende gebouwen staan juist aan het begin of het eind. Op huisnummer 2 staat een voormalige hoteltoren die in 1969 geopend werd onder de naam Esso Motor Hotel. In 1975 werd het verkocht aan  Crest Hotels en in 1990 aan Holiday Inn dat in 2020 sloot. In 2022 kwam in de toren een opvang voor vluchtelingen. Aan de overzijde staat het Novotel Amsterdam (voorheen Alpha Hotel). Even ten westen daarvan heeft ROC van Amsterdam haar campus De Klencke. Ten westen van de Buitenveldertselaan bouwde de Vrije Universiteit aan de oneven kant eigenlijk continu door. Soms voor de universiteit zelf, maar ook voor het VU Medisch Centrum, dat in 1984/1985 een overkluizing over de De Boelelaan kreeg. Een groot deel van de zuidelijke gevelwand wordt in beslag genomen door een 160 meter lange flat uit de jaren 60; zij kreeg begin 21e eeuw een opknapbeurt en kreeg de naam "De Boel".

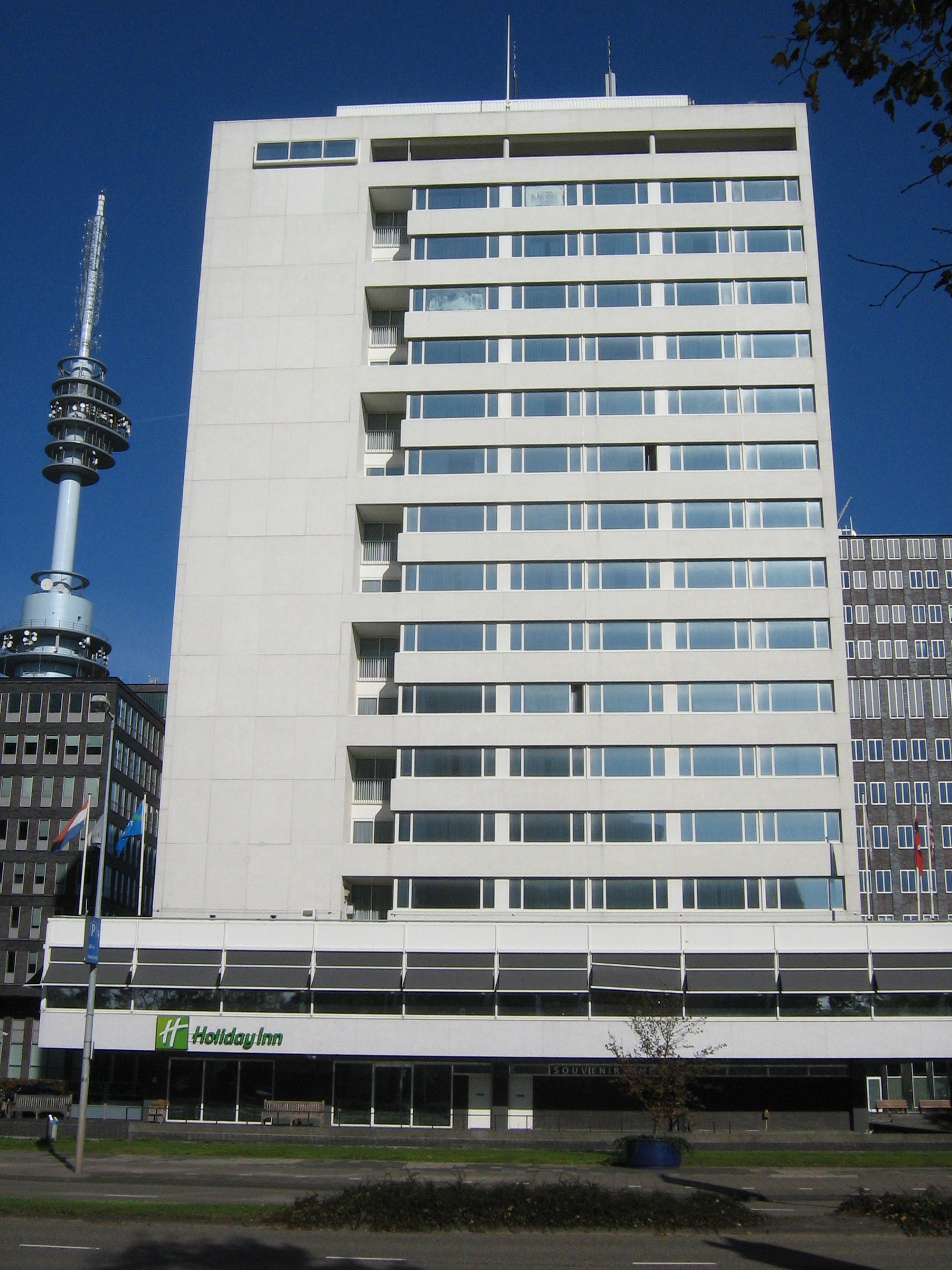
Voormalig Esso Motor Hotel (nr.2)
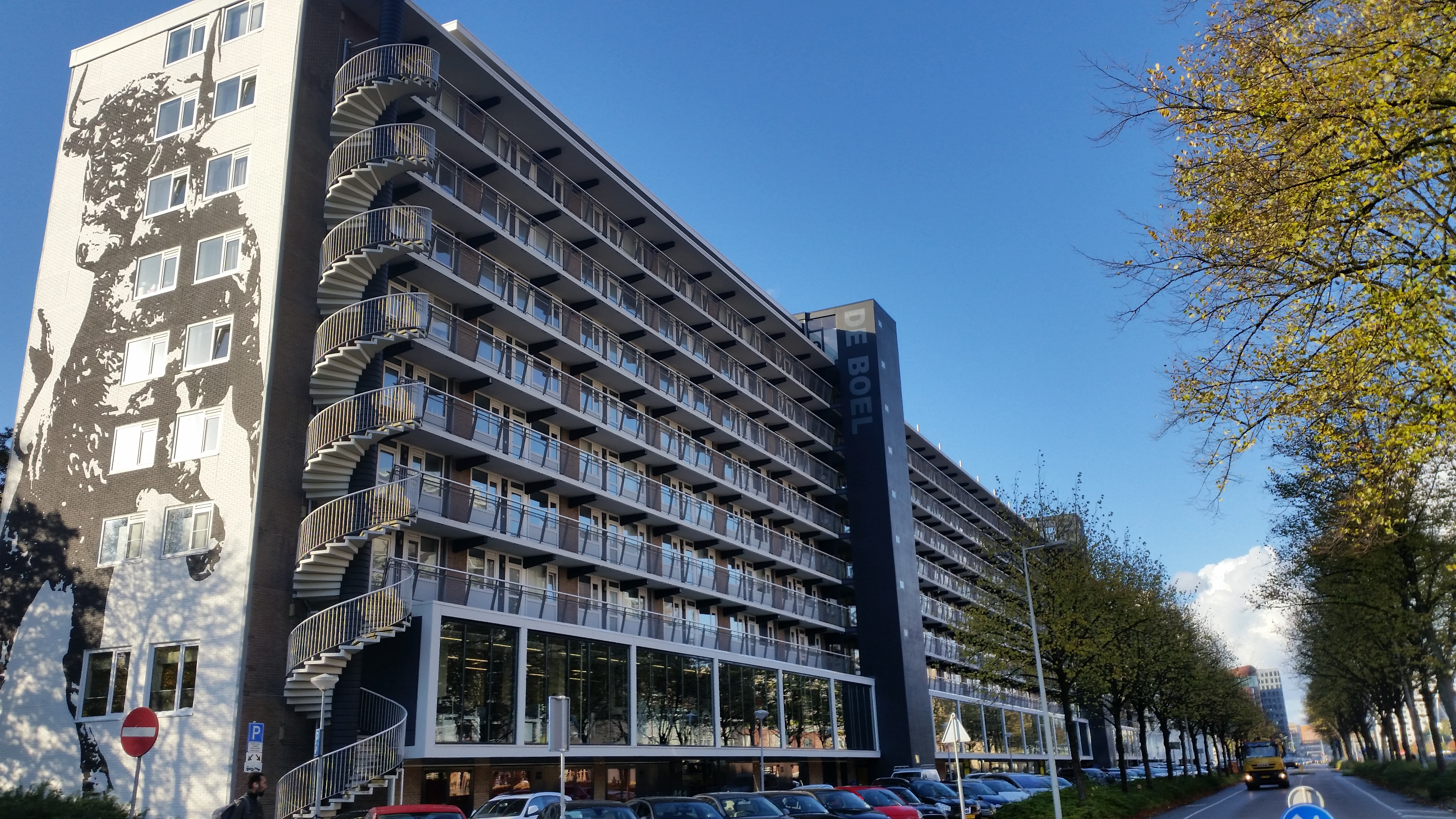
Flat De Boel (nr. 403-767)
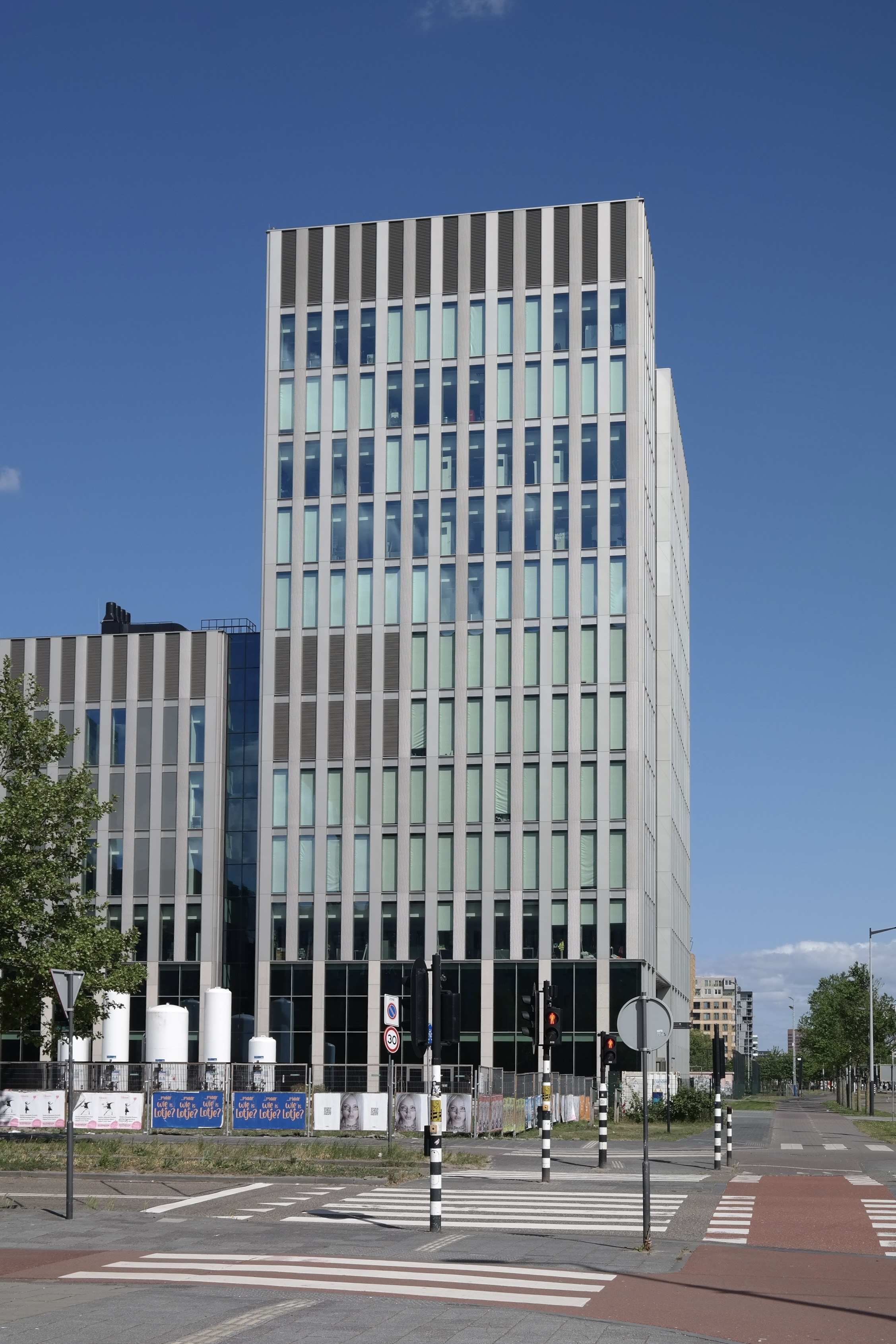
Onderzoeksgebouw VUmc op nummer (nr. 1100)
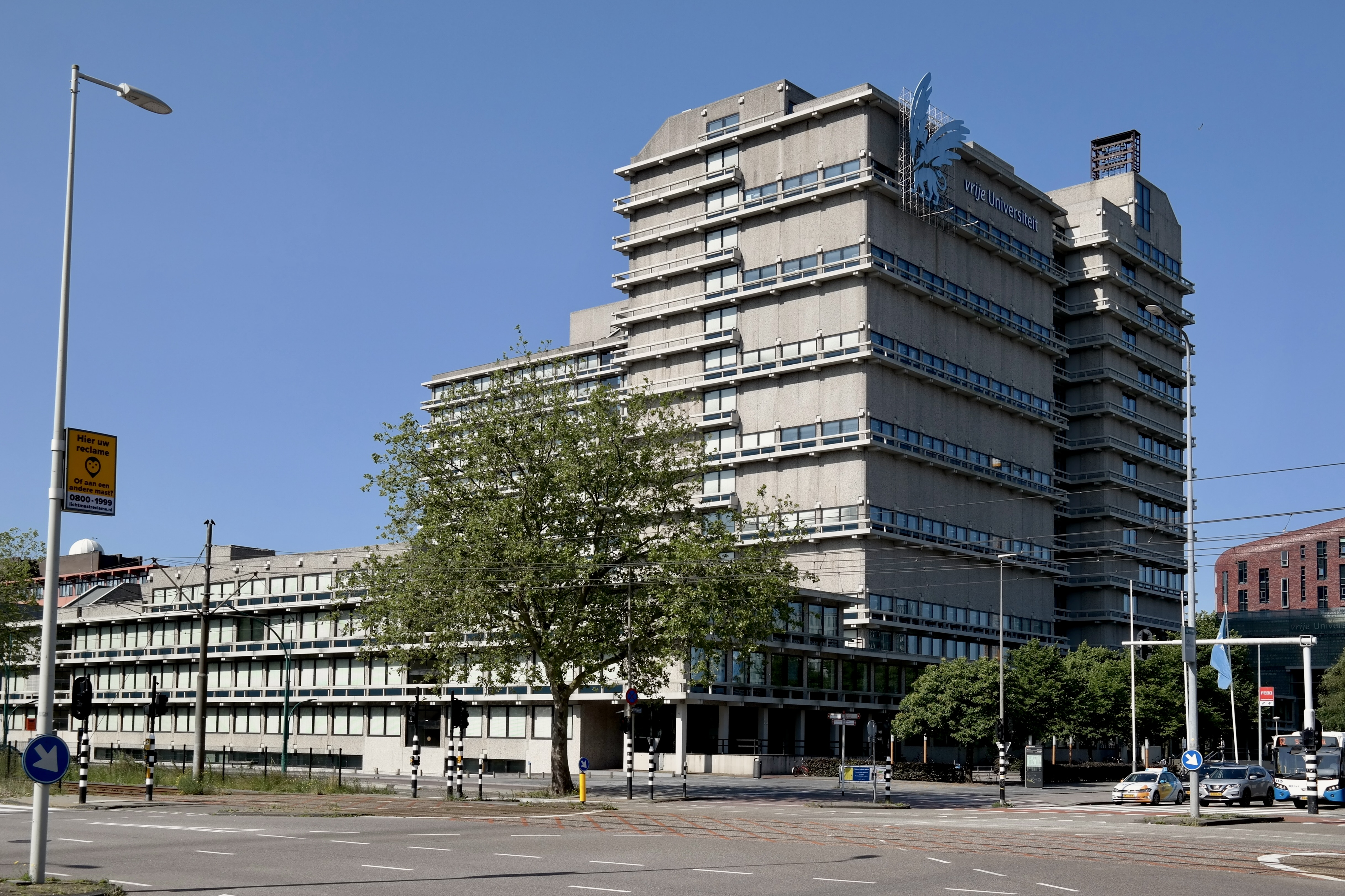
Hoofdgebouw Vrije Universiteit in Amsterdam (nr. 1105)
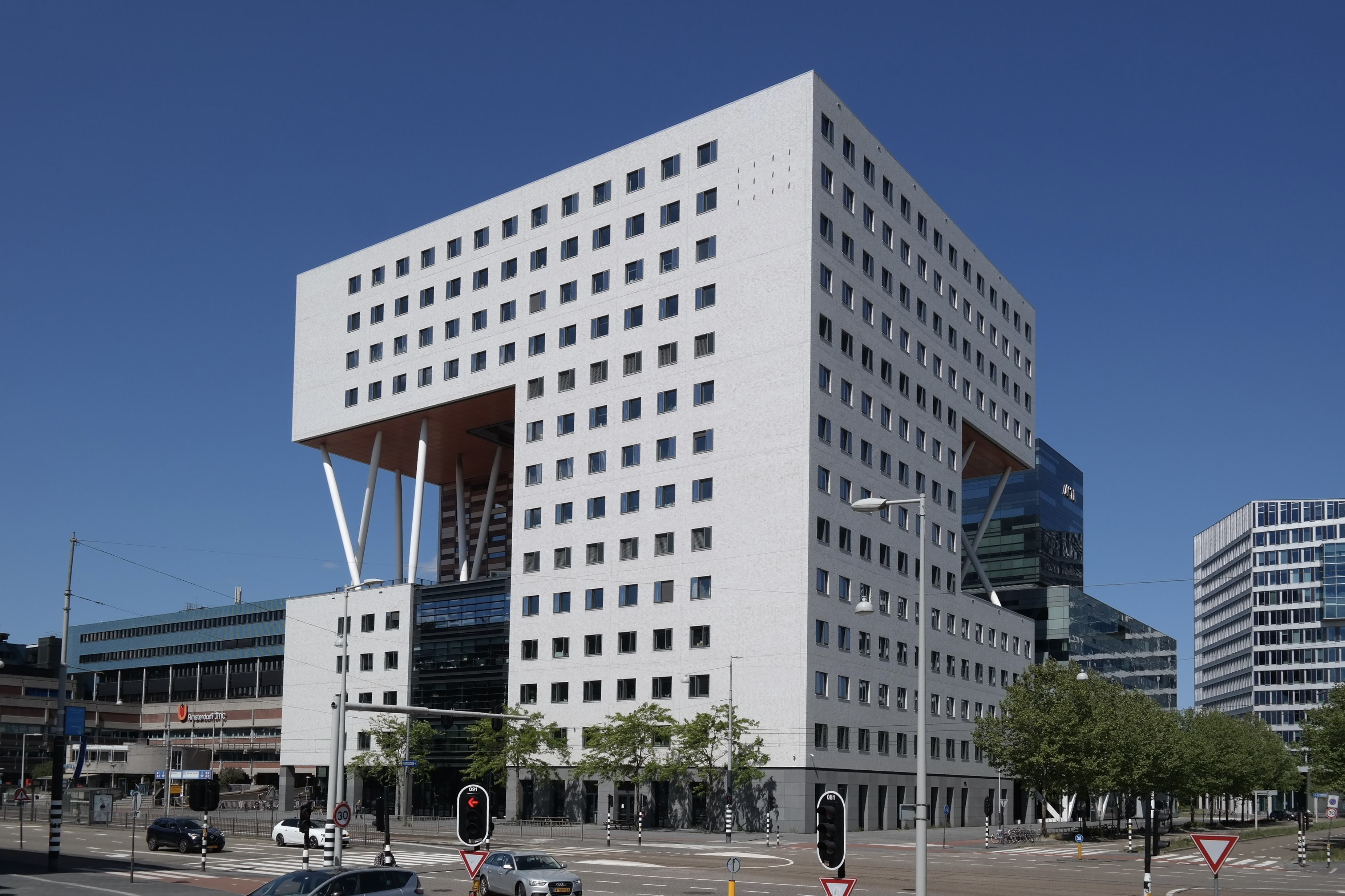
O2 Labgebouw van VUmc (nr. 1108)

## Kunst
Bij de overkluizing van genoemd ziekenhuis over de weg in 1984/1985 werd het beeld De hechtsteek van Jan Jacobs Mulder geplaatst. In 2015 maakte streetartmaker Victor Ash een muurschildering op "De Boel". Het is een acht etages hoge stier, geïnspireerd op de Wall Street Bull (Charging Bull) van Arturo Di Modica, waarvan ook een exemplaar op het Beursplein staat. In 2017 werd bij de keerlus van tramlijnen 16 en 24 het beeld De doos van Jeroen Henneman geplaatst. In de zomer van 2022 is halverwege "De Boel" een muurschildering aangebracht die dwars door het gebouw heen loopt. Het is werk van het kunstenaarsduo Pipsqueak was here. De VU en VUmc hebben allebei een uitgebreide kunstcollectie, maar die is meestal intern geplaatst. In 2024 werd er vanuit De Boelelaan naar de Rosy Wertheimstraat brug 809 neergelegd, een brug in de vorm van een kunstwerk.

## Openbaar vervoer
Sinds eind 2003 reed tramlijn 16 vanaf de Amstelveenseweg tot aan de Gustav Mahlerlaan door de De Boelelaan. Tussen eind 2004 en half 2006 reed ook lijn 6 hier en sinds eind 2006 lijn 24. Per 31 oktober 2011 kwam voor de lijnen 16 en 24 de nieuwe keerlus bij de halte De Boelelaan / VU in gebruik ter vervanging van de keerlus aan Gustav Mahlerlaan, die moest wijken voor een nieuw gebouw van de ACTA. Op 22 juli 2018 werd tramlijn 16 opgeheven.
Door het westelijke deel rijden de buslijnen 62, 178, 198, 221, 321 en 346. Lijn 346 die sinds 10 december 2017 met dubbeldeksbussen wordt gereden mocht bij de overkluizing van de VU niet over de vrije tram en busbaan rijden omdat de bussen anders de bovenleiding van de tram zouden kunnen raken. Inmiddels heeft Connexxion een oplossing gevonden door de dubbeldekkers te laten knielen.